# Onderkoninkrijk Nieuw-Granada
Het Onderkoninkrijk Nieuw-Granada (Spaans: Virreinato de la Nueva Granada) was de gegeven naam in 1717 aan het Spaanse jurisdictie in noordelijk Zuid-Amerika. Het gebied komt voornamelijk overeen met het huidige Colombia, Ecuador, Venezuela en Panama, maar bevatte op zijn hoogtepunt ook stukken van Guyana, Panama, Trinidad en Tobago en kleine gedeeltes van Brazilië en Peru.

## Geschiedenis
Het onderkoninkrijk Nieuw-Granada ontstond in de zestiende eeuw na een hoorzitting in Bogota. In 1564 werd Nieuw-Granada een kapiteinsgeneraliteit binnen het Onderkoninkrijk Peru. In 1717 werd Nieuw-Granada losgemaakt van Peru en werd het een eigen onderkoninkrijk. De reden was dat men ontevreden was over de afhankelijkheid van de gouverneur aan het Onderkoninkrijk Peru.

## Belangrijkste steden
Een lijst met de belangrijkste steden in orde van grootte:
1. Bogota
2. Caracas
3. Quito
4. Cartagena
5. Panamá
6. Cuenca
7. Popayán
8. Tunja

Aragón · Catalonië · Napels · Navarra · Nieuw-Granada · Nieuw-Spanje · Peru · Portugal · Río de la Plata · Sardinië · Sicilië · Valencia
- Library of Congress Control Number: n79079440
- Nationale Bibliotheek van Israël: 987007548090005171
- Virtual International Authority File: 317275276